# 서울대학교병원
의료법인 서울대학교병원은 서울대학교가 의과대학생 수련 및 의료 서비스 제공을 위해 1978년에 설립한 대학 병원이자 의료법인이다. 교육부 산하 기타공공기관이며, 서울권역응급의료센터로 지정되어 있다. ● 수도권 전철 4호선 혜화역에서 가깝다.

## 역사

### 1885년~1910년
고종과 조선 정부는 1876년 문호개방 이후 국가 차원의 개화 프로젝트를 세우고 그 실천에 나섰는데, 이때 의료분야의 근대화에도 주목했다. 이에 1881년 일본에 파견한 조사시찰단(朝士視察團)을 통해 서양식 의료를 탐색하고, 1884년 정부 기관지 《한성순보》를 통해 백성들에게 서양의학 교육이 필요함을 알렸다. 미국감리회 선교사 로버트 새뮤얼 매클레이가 들어와 서양식 병원 설립을 제안했을 때는 이를 윤허했다. 그러던 중 갑신정변이 발생했는데, 이때 미국인 의료선교사 호러스 뉴턴 알렌이 자객의 칼에 맞아 죽어가던 고위관료 민영익의 목숨을 구한 사건은 서양식 국립병원 개원의 촉매로 작용했다.
1885년 4월 14일, 고종과 조선 정부는 통리교섭통상사무아문(統理交涉通商事務衙門, 지금의 외교부) 산하에 제중원(濟衆院)을 설립했다. 부지와 건물, 시설, 행정인력과 운영비 일체를 제공했고, 미국인 의사들을 고용해 환자 진료를 맡겼다. 제중원의 전반적인 운영과 감독은 당연히 정부 관리들 몫이었다. 이에 따라 당시의 선교사들도 각종 보고서에 제중원을 ‘정부병원(the government hospital)’으로 표기했다. 결국 제중원은 조선 정부가 설립하고 운영한 최초의 서양식 국립병원이었다. 고종과 조선 정부는 국립병원 제중원에 특별히 두 가지 사명을 부여했다. 하나는 총명한 젊은이들에게 서양의학을 가르쳐 유능한 의료인으로 키우는 것이었고, 다른 하나는 가난한 환자들을 무료로 치료하는 것이었다. 제중원 당시에 이미 국립병원의 사회적 책무는 의학의 선진화와 공공의료로 설정되어 있었던 것이다.
1897년 대한제국 수립 이후에도 정부는 의료의 선진화와 공공의료의 제공이라는 국가 보건의료정책의 기본 목표를 그대로 유지했다. 1899년 의학교(醫學校, 서울대학교 의과대학의 전신)를 설립해 의사 양성에 힘썼고, 새 국립병원으로 광혜원을 개원해 빈민층 환자 진료와 종두 보급에 심혈을 기울였다. 1907년 대한제국은 의학교와 그 부속병원, 광제원, 황실에서 운영하던 대한국적십자병원을 통합해 대한의원을 설립했다. 대한의원은 교육, 연구, 진료를 담당한 종합 의료기관이자 공공의료기관의 역할도 수행했다. 1910년 대한제국이 일제에 강제 병합됨으로써 우리나라의 의료 근대화 사업은 일단 좌절되었지만, 제중원에서 대한의원으로 이어진 의학 근대화 경험은 한국 의료사에 많은 영향을 끼쳤다.

### 1910년~1945년
1910년 단행된 한일합방과 뒤이은 일제의 강점으로 말미암아 의료주권도 상실되어 1910년 대한의원은 중앙의원을 거쳐 조선총독부의원으로 개편되었다. 대한의원 부속의학교 역시 조선총독부의원 부속의학강습소로 개편되었다. 운영, 조직, 인력 등 병원과 의학교육을 구성하는 모든 분야가 일본인 위주의 체계로 전환되었다. 소수의 한국인을 제외하면 병원장, 의사, 교수, 약제사, 조수, 사무관, 통역생 등 병원과 학교의 주요 직원들이 모두 일본인으로 대체되었다.
1916년 전문학교령이 공포되면서 조선총독부의원 부속의학강습소는 경성의학전문학교로 승격되었다. 조선총독부의원 원장이 교장을, 의관 및 의원들이 교수를 겸직했고, 조선총독부의원은 경성의학전문학교의 실습병원 역할을 담당했다. 1926년 경성제국대학 의학부가 출범한 후, 1928년 조선총독부의원은 경성제국대학 의학부 부속의원으로 개편되었고, 경성의학전문학교는 종로구 소격동에 별도로 부속의원을 마련했다. 여전히 일본인 주도 하에 거의 대부분의 업무가 이루어졌지만, 종전보다 한국인 의사와 의학자의 수가 다소 증가하였고 열악한 환경과 조건 속에서도 경성제국대학 의학부, 경성의학전문학교, 그리고 두 부속의원의 한국인 의학생과 의사들은 유능한 전문인력으로 성장해 해방 후 한국 의학계를 주도했다.

### 1945년~1978년
해방 이듬해인 1946년 서울대학교가 창설되었다. 이때 경성제국대학 의학부와 경성의학전문학교가 통합되어 서울대학교 의과대학이 발족되었고, 경성제국대학 의학부 부속의원은 서울대학교 의과대학 부속병원이 되었다.
서울의대와 그 부속병원은 6.25 전쟁 중에는 부산에서 ‘전시연합대학(戰時聯合大學)’을 운영해 의학교육의 맥을 이어갔으며, 제주도와 부산에서 구호병원을 운영해 지역 주민과 피난민 진료를 담당했다. 1954~1961년에는 ‘미네소타 프로젝트’를 통해 시설을 복구하고 교수진의 미국 연수를 통해 최신 의학과 의학교육방법을 도입하여, 흉부외과, 신경외과, 마취과, 임상병리과 등이 발전 기반을 확보하게 되었고, 인턴, 레지던트제도가 정착되었다. 1963년 국내 최초로 인공심폐기를 사용한 개심술을 성공시켰고, 1970년대에는 세계 최초로 B형간염 바이러스 항원을 분리하는 데 성공하고, 백신을 개발해 실용화했다.
1977년 12월 31일 서울대학교병원설치법이 제정되었고 1978년 1월 1일 시행되었다.

### 1978년 이후
1978년 서울의대 부속병원은 특수법인인 의료법인 서울대학교병원으로 바뀌었고, 법인화와 때를 같이 하여 신축 병원이 완공되었다. 새 병원은 지하 1층, 지상 13층에 1,056병상의 입원 진료시설과 2천여 명의 외래환자 수용능력을 보유해 당시로서는 동양 최대 규모의 병원이었다. 그 후 1985년 어린이병원 개원, 1987년 영등포병원 (現 서울특별시 보라매병원) 위탁 운영으로 규모를 확장하였고, 2003년에는 분당서울대학교병원과 건강검진을 전문으로 하는 헬스케어시스템 강남센터를, 2011년에는 암병원을 개원하였다. 그리고 첨단 외래 시스템 인 대한외래를 2015년에 공사를 시작해 2018년에 완공하여 2019년에 개장하여 본원에 있는 일부 진료과(내과, 외과, 안과, 피부과, 이비인후과 등)가 본원에서 대한외래로 이전 하였다. 국내 최초로 시험관아기 출생과 간이식, 세계 최초 인공심장 개발, 부분 간이식 및 심장사 간이식 등의 성과를 보였고, 세계 최초로 C형 간염 바이러스 혈청분리 성공, 간암 새 검사법 개발, 단일기관 위암수술 2만례 달성, 갑상선수술 1만례 돌파 등의 업적도 달성하였다. 의학연구 면에서는 2005년 처음으로 SCI 논문 1,000편 시대를 열었으며 2010년에는 1,620편의 SCI 논문을 발표해 첨단의학연구를 선도하고 있다. 2006년부터 공공보건의료사업단을 구성해 국내외 의료취약계층에 대한 의료봉사활동을 펼치고 있다. 2020년 일본 도시바에너지시스템즈&솔루션즈과 암치료용 중입자 치료기에 대한 컨소시엄와 도입계약 체결을 하였다.

## 운영 기관
종합병원인 서울대학교병원, 분당서울대학교병원과 건강검진 전문 기관인 서울대학교 헬스케어시스템 강남센터를 운영하고 있다. 그리고 서울특별시로부터 위탁을 받아 서울특별시 보라매병원을 운영하고 있다. 2014년에는 국내 최초로 아랍에미리트에 있는 왕립 3차의료기관 운영권을 획득하여 운영하고 있다.
2019년에는 서울대학교병원이 가톨릭중앙의료원에 이어 두번째로 5년간 재활병원인 국립교통재활병원을 위탁운영을 하고 있다.
- 서울대학교병원, 서울대학교병원 임상실험센터, 서울대학교암병원, 서울대학교치과병원, 서울대학교어린이병원, 서울권역응급의료센터, 서울대학교병원 대한외래: 서울특별시 종로구 대학로 101
- 분당서울대학교병원: 경기도 성남시 분당구 구미로173번길 82
- 서울특별시 보라매병원: 서울특별시 동작구 보라매로5길 20
- 서울대학교병원 강남센터: 서울특별시 강남구 테헤란로 152
- 국립교통재활병원:경기도 양평군 양평읍 중앙로 260
- 세종시립의원: 세종특별자치시 조치원읍 수원지1길 16
- Sheikh Khalifa Specialty Hospital: Ras Al Khaimah, United Arab Emirates RAK Truck road

## 같이 보기
- 서울대학교
- 대한의원
- 서울대학교 부속병원 학살 사건
- 서울대 의대 간첩사건
- 2024년 대한민국 전공의 사직 사태